# Mönchhof (Schiff, 1929)
Die Mönchhof ist ein Motorschiff, das als Fahrgastschiff auf dem Zürichsee eingesetzt wird.

## Geschichte
Die Mönchhof wurde 1929 durch die Gebrüder Sulzer, Winterthur, für die Mouettes Genevoises erbaut. Dort war sie unter dem Namen M.G. 15 in Betrieb, bevor sie 1941 zusammen mit einem Schwesterschiff M.G. 16 auf den Neuenburgersee zur Société de navigation des lacs de Neuchâtel et Morat kam. Dort verkehrte die M.G. 15 als Grèbe. Über den Kiesunternehmer Eugène Buhler kamen die beiden Schiffe 1953 an Walter Koelliker in Neuenburg, der sie umbaute, um die im Vorjahr mit der Romandie eröffnete Schifffahrtslinie Neuenburg–Solothurn zu verstärken. Hier verkehrte die Mönchhof unter dem Namen Nautilus III. Als sich 1966 die Bielersee-Dampfschiffgesellschaft und die Firma Koelliker zur Bielersee-Schiffahrtsgesellschaft zusammenschlossen, änderte das Schiff wiederum seinen Namen zu Romandie II und blieb unter diesem bis 2005 auf dem Bielersee im Einsatz. Seit 2006 befindet sich das Schiff auf dem Zürichsee und gehörte bis Ende 2021 zum Restaurantbetrieb Mönchhof in Kilchberg am Zürichsee. Es wurde dort unter dem Namen Mönchhof als fahrbares Restaurant eingesetzt.

## Gegenwart
Seit Januar 2022 wird das Fahrgastschiff von White Pearl Cruises als Lounge auf dem Zürichsee unter dem Namen Le Studio 45  betrieben. Der Heimathafen liegt in Feldmeilen.